# Лобете, Юлен
Юлен Лобете Сьенфуэгос (исп. Julen Lobete Cienfuegos; родился 19 августа 2000, Лесо, Испания) — испанский футболист, вингер клуба «Малага».

## Футбольная карьера
Лобете — уроженец Лесо, испанского муниципалитета, входящего в провинцию Гипускоа в составе автономного сообщества Страна Басков. Начинал заниматься футболом в команде «Альерру», откуда перебрался в команду «Антигуоко». В 2018 году Лобете присоединился к академии «Реал Сосьедада». Сразу же попал в третью команду клуба. 22 сентября дебютировал за неё в поединке 5 тура Терсеры против «Алавеса B». Всего за сезон провёл 9 матчей.
Сезон 2019/2020 Лобете также начал в третьей команде, однако после проведённых двух встреч, был отправлен во вторую. Дебютировал за неё 7 сентября 2019 года в поединке против «Гихуэло», появившись на поле на замену на 56-й минуте. Сразу же стал основным игроком команды. 29 сентября 2019 года забил свой первый мяч в профессиональном футболе, поразив ворота «Баракальдо». Всего в дебютном сезоне провёл 25 игр, забил 7 мячей. В том же сезоне впервые стал попадать в заявку основной команды на матчи Примеры. 4 января 2020 года Лобете продлил контракт с клубом до 2023 года.
Сезон 2020/2021 также провёл во второй команде, сыграв 27 матчей и забив 7 мячей.
Сезон 2021/2022 начал с дебюта в основной команде «Реал Сосьедада». 15 августа 2021 года в поединке первого тура Примеры против «Барселоны» он вышел на поле 66-й минуте вместо Порту и на 82-й минуте отличился забитым мячом. Это не помогло «баскам», «Барселона» победила со счётом 4:2.

## Статистика выступлений
| Клуб             | Сезон            | Лига             | Лига  | Лига | Кубок | Кубок | Междунар. | Междунар. | Всего | Всего |
| Клуб             | Сезон            | Лига             | Матчи | Голы | Матчи | Голы  | Матчи     | Голы      | Матчи | Голы  |
| ---------------- | ---------------- | ---------------- | ----- | ---- | ----- | ----- | --------- | --------- | ----- | ----- |
| Реал Сосьедад С  | 2018/2019        | Терсера          | 9     | 0    | 0     | 0     | 0         | 0         | 9     | 0     |
| Реал Сосьедад С  | 2019/2020        | Терсера          | 2     | 0    | 0     | 0     | 0         | 0         | 2     | 0     |
| Реал Сосьедад B  | 2019/2020        | Сегунда Б        | 25    | 7    | 0     | 0     | 0         | 0         | 25    | 7     |
| Реал Сосьедад B  | 2020/2021        | Сегунда Б        | 27    | 7    | 0     | 0     | 0         | 0         | 27    | 7     |
| Реал Сосьедад B  | 2021/2022        | Сегунда Б        | 2     | 0    | 0     | 0     | 0         | 0         | 2     | 0     |
| Реал Сосьедад    | 2021/2022        | Примера          | 1     | 1    | 0     | 0     | 0         | 0         | 1     | 1     |
| Всего за карьеру | Всего за карьеру | Всего за карьеру | 66    | 15   | 0     | 0     | 0         | 0         | 66    | 15    |